# Wilhelm Busch Múzeum
A Wilhelm Busch Múzeum (Museum für Karikatur und Zeichenkunst) Hannoverben található a 200 éves Georgenpalaisben, a Georgengartenben (= György-kert). Ez a kert része a híres uralkodói kerteknek. Ez az épület ad otthont a Német Karikatúra és Kritikai Grafika Múzeumnak. Felső emeleten egy állandó kiállítás található Wilhelm Busch műveiből.
Alapítására 1937-ben került sor, azonban 1943-ban a 2. világháború idején épületét lebombázták. Gyűjteményét korábban elszállították, így az újjáépítés után 1950-től ismét látogatható lett.  
Gyűjteménye és állandó kiállítása felöleli Wilhelm Busch teljes életművét. Ezen felül kiállításon látható a karikatúra fejlődése, az 1600-as évektől napjainkig. 
Alapos felújítást követően a múzeumot 2000 nyarán ismét megnyitották. Fenntartója Hannover városa, támogatója a Wilhelm Busch Társaság, ill. a Verein der Freunde und Förderer (Baráti és Támogatói Egyesület).

## Fordítás
- Ez a szócikk részben vagy egészben  a   Wilhelm-Busch-Museum című német Wikipédia-szócikk ezen változatának fordításán alapul.  Az eredeti cikk szerkesztőit annak laptörténete sorolja fel. Ez a jelzés csupán a megfogalmazás eredetét és a szerzői jogokat jelzi, nem szolgál a cikkben szereplő információk forrásmegjelöléseként.